# Scarface (film 1983)
Scarface è un film del 1983 diretto da Brian De Palma.
La pellicola, scritta da Oliver Stone e interpretata da Al Pacino, è il remake di Scarface - Lo sfregiato (1932). A differenza dell'originale ambientato a Chicago durante gli anni del proibizionismo, in questo film le vicende si svolgono nella Miami degli anni ottanta, allora centro di un considerevole traffico di droga.

## Trama
Nel 1980, tra i profughi dell'esodo di Mariel, ci sono Antonio "Tony" Montana e Manolo "Manny" Ribera, due piccoli criminali cubani portati alla Freedom Town, un ghetto brulicante di immigrati cubani a Miami. I due riescono ad andarsene in fretta guadagnandosi la fiducia del boss locale Frank Lopez, posto al vertice di un cartello della droga saldamente affermato, per conto del quale uccidono Emilio Rebenga, un ex collaboratore di Fidel Castro, durante una rivolta nel ghetto. Ottenuta la green card di residenza, cominciano a lavorare come camerieri e lavapiatti in un chiosco, malgrado Tony dimostri insofferenza per la sua nuova vita.
Non appena Lopez si rifà vivo tramite il suo tirapiedi Omar Suarez, Tony e Manny entrano in affari con lui, diventando così gangster. Per prima cosa vengono mandati a comprare una partita di cocaina da alcuni colombiani in un hotel di Miami, ma questo lavoro si rivela più difficile del previsto e un loro compare, Angel, viene barbaramente ucciso con una motosega. In seguito Tony entra con maggior confidenza nel giro malavitoso acquistando la fiducia di Lopez, che rimane sorpreso del suo carisma e dal suo carattere risoluto. A casa di Lopez Tony incontra Elvira Hancock, la donna del boss, dalla quale rimane colpito e determinato a fare il possibile per conquistarla. Dopo avere raccolto i primi contanti, Tony si reca a casa della madre e della sorella per dare loro un aiuto economico. Qui riemergono il rapporto conflittuale con la madre e la stima e il forte senso di protezione nei confronti della sorella minore.
Nel corso della sua attività malavitosa in crescente prosperità Tony viene mandato da Lopez a Cochabamba (Bolivia), insieme a Suarez, per trattare un'ingente fornitura di cocaina da Alejandro Sosa, uno dei più grandi produttori delle Ande. Sosa dimostra subito grande considerazione per Tony e per il suo acume, a dispetto però di Suarez, che dopo l'incontro viene pestato e poi impiccato perché ritenuto informatore della polizia.
Tony torna quindi a Miami assicurando a Lopez una fornitura costosa ma che darà i suoi frutti con il passare del tempo. Lopez tuttavia ne è fortemente contrariato. Tony, ormai diffidente verso Lopez, rompe ogni rapporto con lui e corteggia sfacciatamente Elvira, azione che gli costa un attentato. Tony sfugge ai sicari scoprendo che Lopez è il loro mandante, e lo fa uccidere da Manny. Sempre più ricco e potente, Tony diventa uno dei signori della droga della città. Sposa Elvira e fa costruire una villa faraonica, dove la coppia vive tra sfarzo ed eccessi.
Dopo tre anni, quando la banca di fiducia di Tony inizia ad alzare troppo le commissioni per favorire il reimpiego dei proventi illeciti, Manny si rivolge a un ebreo che accetta ogni somma di denaro al tasso del 4%. Ciò si rivela però una trappola della polizia che può così incastrare Tony per riciclaggio di denaro sporco, evasione fiscale e traffico di droga. Prima del processo il gangster cubano viene fatto chiamare in tutta fretta da Alejandro Sosa: entrambi hanno dei problemi che con un aiuto reciproco potrebbero venire risolti. A Villa Sosa sono ospiti le più alte personalità politiche e finanziarie boliviane e statunitensi, in presenza delle quali a Tony viene mostrato un documentario di prossima trasmissione in tutte le televisioni del mondo che spiega nel dettaglio tutti i traffici di Sosa e dei suoi collaboratori politici. Viene chiesto quindi a Tony di scortare Alberto, uomo di fiducia di Sosa e killer specializzato, per uccidere il giornalista autore del documentario. Tony dovrà aiutarlo dato che il sicario non conosce l'inglese e non è mai stato negli Stati Uniti. In cambio, a Washington verrà richiesto di chiudere un occhio sulle malefatte finanziarie del ras di Miami. Tony accetta l'incarico.
Intanto il rapporto tra Tony e la moglie diventa sempre più conflittuale a causa dell'apatia, dei vizi di lei e degli eccessi di lui, tanto che dopo una rabbiosa scenata al ristorante Elvira lascia il marito per sempre. Tony si focalizza sull'uccisione del giornalista boliviano, programmata tramite un'autobomba a New York, ma quando si rende conto che l'attentato ne sterminerebbe anche la moglie e i figli, fedele ai suoi principi morali desiste e uccide Alberto; Sosa scopre il fatto e giura vendetta. Il cubano torna a Miami, dove gli viene detto che nel frattempo Manny è sparito e che è scappata pure Gina. Dopo un incontro con la madre, che ha scoperto dove la ragazza è andata a vivere, Tony si reca subito sul posto. La visione di Gina e Manny in accappatoio risveglia in Tony l'ossessione nei confronti della sorella. In un raptus di follia, Tony uccide Manny. Gina, disperata, rivela al fratello che i due si erano sposati il giorno prima e volevano fargli una sorpresa.
Il signore della droga torna nella sua villa insieme alla sorella, fuori di sé dal dolore, proprio mentre l'esercito di sicari di Sosa si introduce non visto nella tenuta. Tony si rintana nel suo ufficio a sniffare cocaina, conscio del tremendo errore commesso uccidendo il suo migliore amico solo per gelosia. Viene raggiunto da Gina, ancora in accappatoio ma armata di una pistola. La donna, dopo avergli rinfacciato di non sopportare l'idea di lei insieme ad alcun uomo eccetto forse se stesso, si mette a sparargli, ferendolo; un sicario di Sosa le spara accidentalmente venendo poi ucciso da Tony. Braccato e oramai distrutto dal dolore, Tony esce dal suo studio armato di un M16 dotato di lanciagranate (gridando nella versione originale la celebre frase "Say hello to my little friend!", tradotta con "Salutatemi il mio amico Sosa!" nel doppiaggio italiano), con cui affronta l'enorme esercito. La disperazione e le massicce dosi di cocaina inalate gli permettono di respingere gli aggressori, finché uno di loro, The Skull, si avvicina lentamente alle sue spalle e lo fredda con una lupara. Tony muore sotto il monumento con scritto The World Is Yours ("Il mondo è vostro").

## Personaggi
- Antonio "Tony" Montana

È il protagonista del film. Inizialmente delinquente dei bassi borghi, arriva a farsi le ossa come numero due dell'organizzazione del boss Frank Lopez, fino a diventare lui stesso signore della droga.
- Manolo "Manny" Ribera

È un delinquente e rapinatore cubano, amico fraterno di Antonio "Tony" Montana, con il quale ha condiviso il carcere per rapina. Assieme a Tony arriva a Miami e sale i gradini della gerarchia del Cartello della droga. Quando Montana decide di prendere il posto di Lopez ordina a Manny di ucciderlo ed egli esegue. Manny diviene dunque il braccio destro, il principale consigliere e responsabile della sicurezza di Tony. Si innamora di Gina, sorella di Tony, e in segreto la sposa. Quando Tony si reca alla sua villa, vede la sorella e Manny in vestaglia. Vedendo ciò si scatena in un impeto di rabbia e gelosia uccide Manny, sparandogli a bruciapelo. Appena Gina gli dice che si erano sposati il giorno precedente e volevano fargli una sorpresa, Tony capisce di aver fatto uno sbaglio.
- Elvira Hancock

Elvira Hancock è una giovane donna di Baltimora, unita al gangster cubano Frank Lopez. È una donna viziata, sgarbata e incline a stati di noia. È una grande consumatrice di cocaina e superalcolici. Tony Montana, di recente assunzione, la incontra a casa di Lopez, e inizia a corteggiarla. Lei in un primo momento lo respinge freddamente, ma con l'andare del tempo perde interesse per Frank in favore proprio di Tony, e alla morte del primo sposa il secondo. Tuttavia la loro relazione peggiora a causa dell'interesse di Tony per i soldi e, in seguito a un litigio in un ristorante, Elvira lo lascia.
- Frank Lopez

Frank Lopez nasce a Cuba, e scappa a Miami dopo l'avvento del comunismo. Un giorno suo fratello, rimasto in patria, viene assassinato da Emilio Rebenga, un politico molto importante. Lopez, divenuto ricco e potente grazie allo spaccio di droga, assume il controllo di molte società di copertura e acquista una squadra di baseball. La sua società legale di punta è una concessionaria di automobili. Nel 1980, quando molti detenuti cubani vengono mandati negli USA, scopre che tra loro vi è Rebenga, e servendosi di Tony Montana, uno dei molti profughi, lo uccide. Tony entra poi a fare parte della sua banda, diventando uno degli uomini di punta. Tuttavia i rapporti tra i due si incrinano e inoltre Frank si infuria per le avance di Tony a sua moglie Elvira al club Babylon. Manda quindi due killer per uccidere Tony, che però falliscono. Montana, scoperto il mandante e volendo prendere il posto di Frank, decide di eliminarlo. A uccidere Lopez è Manny, amico e braccio destro di Tony.
- Omar Suarez

Omar Suarez è un cubano che vive a Miami, al servizio di Frank Lopez. Si occupa dell'assegnamento degli incarichi e delle trattative con i grandi rifornitori legati ai principali cartelli della droga dell'America del Sud. Un giorno recluta Tony Montana e Manolo Ribera per l'uccisione di Emilio Rebenga, favorendo in tale modo la loro entrata nel cartello di Miami. Suarez e Montana intrattengono sempre rapporti molto difficili, poiché il primo ritiene Tony un bifolco, e il secondo crede che sia stato Omar ad avere organizzato l'imboscata dei colombiani dove è stato ucciso il suo amico Angel. Sospettato di essere un informatore della polizia, viene impiccato da un elicottero dagli uomini di Sosa.
- Mel Bernstein

Mel Bernstein è un poliziotto della sezione antidroga di Miami, in Florida. È un poliziotto corrotto, che tratta affari astutamente con i principali signori della droga che invece dovrebbe perseguire. Il suo principale socio in affari è il ricco e influente cubano Frank Lopez, capo del più potente Cartello sudamericano della città. Aiuta Frank a spedire due killer per uccidere Tony Montana, tuttavia i due falliscono nell'intento e Bernstein viene ucciso personalmente da Montana in quanto complice di Lopez.
- Alejandro Sosa

Alejandro Sosa è un ricco e colto proprietario terriero boliviano, discendente da una delle più facoltose famiglie dell'America meridionale. Vive nella favolosa villa di famiglia a Cochabamba, dove è circondato da ogni agiatezza. Da ragazzo studia in Gran Bretagna, e in età adulta si immette nel giro della cocaina, arrivando a possedere due raffinerie nelle quali produce duecento chili per dodici mesi all'anno. Divenuto il distributore più influente di tutte le Ande, tra i suoi associati vi sono i più influenti ministri del governo della Bolivia, e molti uomini di rilievo degli Stati Uniti. Desideroso di avere un mercato fisso negli USA contatta il cartello cubano di Miami capeggiato da Frank Lopez, occasione in cui conosce Tony Montana, di cui diverrà un grande amico e socio in affari quando Tony eliminerà Frank. Successivamente proprio Sosa sarà mandante dell'omicidio di Tony, reo di non avere ucciso il giornalista autore del documentario sulla droga in Sud America (una vera e propria spina nel fianco per Sosa e i suoi soci) e di avere ammazzato Alberto, il suo killer di fiducia.
- Gina Montana

Gina Montana è la sorella minore di Tony. Segue la madre a Miami, dove lavora come apprendista in un negozio di parrucchiere, mentre il fratello è rinchiuso in prigione; quando Tony rientra negli USA, ricuce con lui i rapporti dopo tanti anni di lontananza, nonostante il disappunto della madre. Si sposa con Manny in segreto, per poi vedere il marito ucciso dal fratello Tony sotto i propri occhi. Fuori di sé dal dolore cerca di uccidere il fratello con una pistola, ma viene uccisa brutalmente da uno degli scagnozzi di Sosa.
- Georgina Montana

Georgina Montana è la madre di Tony, è una cubana di umili condizioni, sposata a un immigrato dagli Stati Uniti d'America, di cui però rimane vedova molto presto. Il suo rapporto con Tony si è molto incrinato per via della sua "carriera" di delinquente e rapinatore. Insieme a Gina lascia Cuba alla volta di Miami alla ricerca di fortuna, lavorando come operaia in fabbrica.
- Angel, Chi Chi, Ernie e Nick il Porco

Sono gli uomini più fidati di Tony e Manny, alla fine verranno tutti uccisi dagli scagnozzi di Sosa tranne Angel, ucciso in precedenza da Hector con una motosega. Ernie viene strangolato con una corda, Nick viene ucciso da The Skull con la sua doppietta; infine Chi Chi, rimasto da solo, viene crivellato a colpi di mitra davanti alla porta dell'ufficio di Tony, dopo avere bussato inutilmente per farsi aprire.

## Produzione

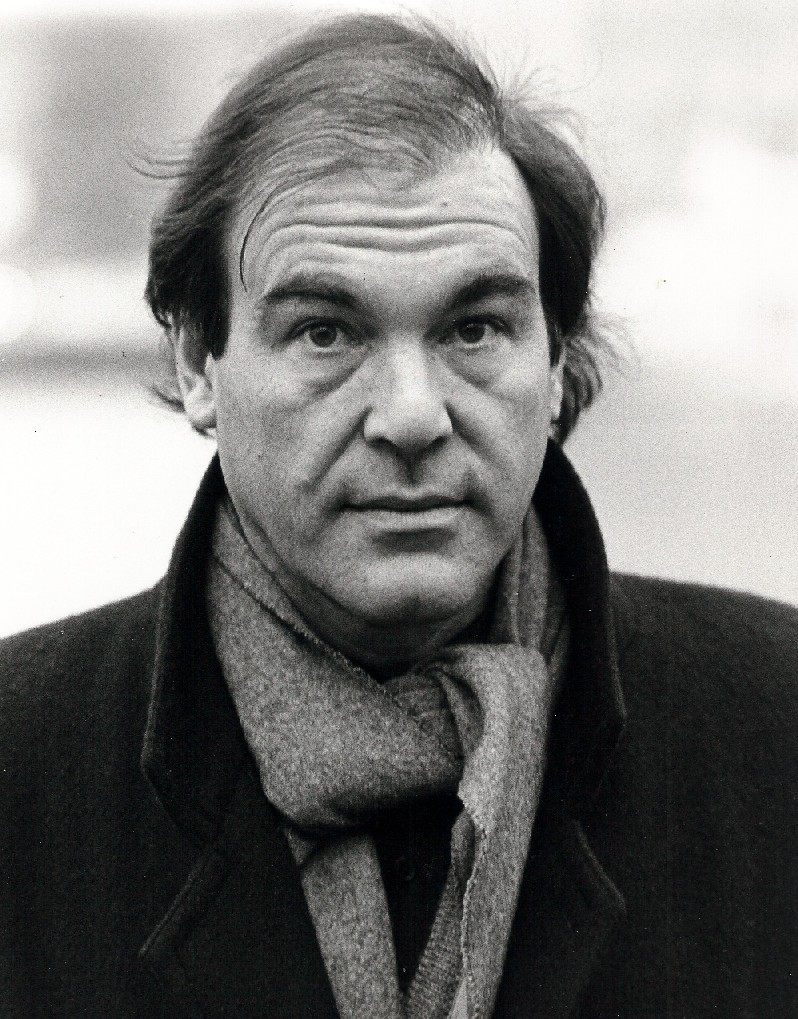
Oliver Stone (qui nella foto datata 1987) ha scritto la sceneggiatura di Scarface anche come terapia contro la sua dipendenza da cocaina.

### Sviluppo
La fase embrionale della genesi del film ebbe inizio quando Al Pacino assistette alla visione dell'omonimo film del 1932 al Tiffany Theatre mentre era a Los Angeles. In seguito chiamò il suo manager, il produttore Martin Bregman, e lo informò della sua convinzione nel potenziale per un remake di quel film. Pacino dapprima voleva mantenere la trama originale del film del 1932, ma si rese conto che sarebbe stato difficile da realizzare per via della sua natura melodrammatica. D'altronde Bregman pensò che era da molto tempo che non veniva girato un film sull'ascesa e la caduta di un gangster americano. Brian De Palma iniziò a lavorare sul progetto di Scarface assieme allo sceneggiatore David Ray, ma il risultato non fu quello che il regista si aspettava. Bregman contattò altre persone, tra cui Sidney Lumet che ebbe l'idea di ambientare il film nel contesto delle sanguinose "guerre della droga" tra gli immigrati cubani a Miami. Bregman poi si rivolse a Oliver Stone, che conosceva da molto tempo, il quale accettò di scrivere la sceneggiatura trovandosi in difficoltà economiche dopo l'insuccesso de La mano.
Stone si spostò spesso a Miami, ebbe numerosi colloqui con le forze dell'ordine, la DEA, avvocati, criminali ed ex-criminali (una delle scene del film in cui un compare di Tony Montana viene brutalmente ucciso con una motosega è presa proprio da un fatto realmente avvenuto). Si recò anche in Ecuador, in Bolivia e a Bimini dove incontrò dei pericolosi narcotrafficanti: infatti il personaggio di Alejandro Sosa è ispirato a Roberto Suárez Gómez (conosciuto come il "re della cocaina"), ricco proprietario terriero boliviano che in quegli anni arrivò a produrre quasi due tonnellate di pasta di coca al giorno e finanziò anche un golpe militare nel suo Paese. Per scrivere la sceneggiatura Stone aveva bisogno di allontanarsi dai suoi stessi problemi di droga, si trasferì quindi a Parigi poiché in America aveva molti amici che facevano uso di cocaina. A Sidney Lumet non piacque la sceneggiatura, secondo lui mancava una direzione politica ed era troppo violenta, così abbandonò il progetto che passò in mano a De Palma, il quale invece apprezzò il lavoro di Oliver Stone.
Il nome Tony Montana viene dalla passione dello sceneggiatore Oliver Stone per Joe Montana, giocatore di football dei San Francisco 49ers.

### Casting
Per ottenere il ruolo Pacino fu allenato dal pugile Roberto Durán per ottenere il fisico giusto, mentre lo stesso Steven Bauer (già scritturato per la parte di Manny senza sostenere neanche un provino, battendo la concorrenza di John Travolta) lo aiutò a imparare la lingua spagnola e la pronuncia dell'accento cubano.
Per il ruolo di Elvira Hancock Pacino suggerí l'attrice Glenn Close, ma i produttori non la consideravano adatta per la parte. L'attrice Kristy McNichol si propose per il ruolo ma De Palma la scartò, infine fu scelta un'allora sconosciuta Michelle Pfeiffer; altre attrici che furono considerate per ruolo erano Geena Davis, Carrie Fisher, Kelly McGillis, Sharon Stone, Sylvia Kristel e Sigourney Weaver.

### Riprese
Il film è stato girato in 14 settimane dal 22 novembre 1982 al 6 maggio 1983.
Le riprese si sarebbero dovute svolgere interamente in Florida: la comunità cubana, tuttavia, contestò la cattiva immagine a essi attribuita nel film; si sparse inoltre la falsa voce che il film fosse finanziato da Fidel Castro. Dopo avere ricevuto perfino minacce la produzione si spostò a Los Angeles, Santa Barbara, New York e negli Universal Studios. Le scene girate a Miami si svolsero sotto la protezione di guardie del corpo.
La villa di Tony Montana è villa El Fureidis a Montecito vicino a Santa Barbara, costruita nel 1900.
La colonna sonora del film è stata curata dal compositore italiano Giorgio Moroder, vincitore dell'Academy Award. Secondo il suo stile è composta da musica new wave e da musica elettronica.

## Distribuzione

### Censura
Data la violenza e il linguaggio (per esempio la parola "fuck" e sue declinazioni viene ripetuta 229 volte), il film ebbe dei problemi con la censura, venendo inizialmente vietato ai minorenni. Brian De Palma apportò alcune modifiche, ma il film rimase vietato; rimase tale nonostante ulteriori modifiche da parte del regista. De Palma non voleva procedere a nuovi tagli, perché non voleva snaturare il film, e perciò indicò quanto stava accadendo ad alcuni amici giornalisti, i quali scrissero diversi articoli sul caso. Si arrivò in arbitrato e, per sottolineare che il film era contro la droga, il produttore Bregman portò a testimoniare tre psichiatri esperti del settore, la rivista TIME, ufficiali di polizia e il capo dell'Organized Crime Bureau di Miami. Con diciotto voti a favore su venti il film venne vietato ai minori di quattordici anni. Quella uscita nelle sale, il 9 dicembre 1983, è la prima versione senza tagli, mentre in Italia è uscito il 24 febbraio del 1984. In Italia il film viene trasmesso in forma integrale e occasionalmente anche con alcuni tagli, di cui il più vistoso riguarda la sequenza della motosega, privata delle inquadrature più disturbanti.

### Edizioni home video

#### DVD
In Italia il film è uscito in DVD diverse edizioni.

#### Blu-ray
Il 7 settembre 2011 è stato pubblicato in Blu-ray Disc, con contenuti extra inediti.

## Accoglienza

### Incassi
Il film ha incassato circa 65 milioni di dollari, di cui 45 nelle sale statunitensi.

### Critica
La prima mondiale di Scarface si svolse a New York il 1º dicembre 1983, dove fu accolto con critiche contrastanti. Oltre ad Al Pacino vari personaggi dello spettacolo parteciparono alla presentazione, concordando la maggior parte di loro sull'ottima qualità del film. Il regista italo-americano Martin Scorsese elogiò il co-protagonista Steven Bauer definendolo "un bravo attore, soprattutto preparato" e considerando ottimi gli attori, considerando il film concentrato più sulla psicologia dei personaggi che sull'epica della storia.
Le critiche negative si concentrarono sui contenuti troppo violenti e sull'uso indiscriminato di linguaggio volgare. Varie, infatti, furono le censure per permettere la visione a un pubblico dai diciotto anni in giù.

### Finalità
La morale del film è l'elemento più trascurato dagli spettatori. Il regista voleva creare un capolavoro che contenesse un messaggio di repulsione verso la droga, soprattutto rivolto ai giovani. Lo si evince dal disfacimento del personaggio principale, che arriva a rovinarsi per l'uso smodato della sostanza nella seconda parte del film. È un tema molto sentito da Oliver Stone anche per motivi personali.

## Edizione italiana
L'edizione italiana del film è stata curata dalla società United International Pictures con l'adattamento dei dialoghi a opera di Alberto Piferi e Letizia Ciotti Miller. Il doppiaggio italiano, diretto da Giorgio Piazza, venne eseguito negli stabilimenti della International Recording con la partecipazione della C.D.C.

## Riconoscimenti
- 1984 – Golden Globe
  - Candidatura al miglior attore in un film drammatico a Al Pacino
  - Candidatura al miglior attore non protagonista a Steven Bauer
  - Candidatura alla miglior colonna sonora a Giorgio Moroder
- 1984 – Motion Picture Sound Editors
  - Candidatura al miglior montaggio sonoro

Nel 2005 l'American Film Institute ha inserito la frase di Tony Montana "Say 'hello' to my little friend!" ("Salutatemi il mio amico Sosa!" nel doppiaggio italiano) al 61º posto nella lista delle 100 migliori citazioni cinematografiche tratte da film statunitensi.
Nel 2008 il film è stato inserito dall'American Film Institute al 10º posto dei 10 migliori film gangster americani di tutti i tempi.

## Videogiochi
Sono due i videogiochi ufficiali basati sul film: il primo, Scarface: The World Is Yours sviluppato dalla Radical Entertainment, distribuito dalla Vivendi Universal Games e uscito per le piattaforme Wii, PS2, Xbox e per PC, narra una versione alternativa della storia di Tony nel caso in cui alla fine del film non fosse morto. Infatti, dopo essere scappato dalla propria villa, il protagonista deve ricostruire il suo impero vendicandosi contro Alejandro Sosa.
Il secondo videogioco, Scarface: Money. Power. Respect., uscito solo per PSP, è molto simile al primo anche se più incentrato sul controllo della droga e dell'impero rispetto alle lotte tra gang rivali come in Scarface: The World Is Yours.
Il personaggio di Tony Montana e la villa del finale del film sono entrambi giocabili nel videogioco Payday 2. L'apparizione del personaggio è doppiata da André Sogliuzzo, che ha prestato la voce a Tony Montana anche nei videogiochi ufficialmente ispirati al film.